# رونوشت

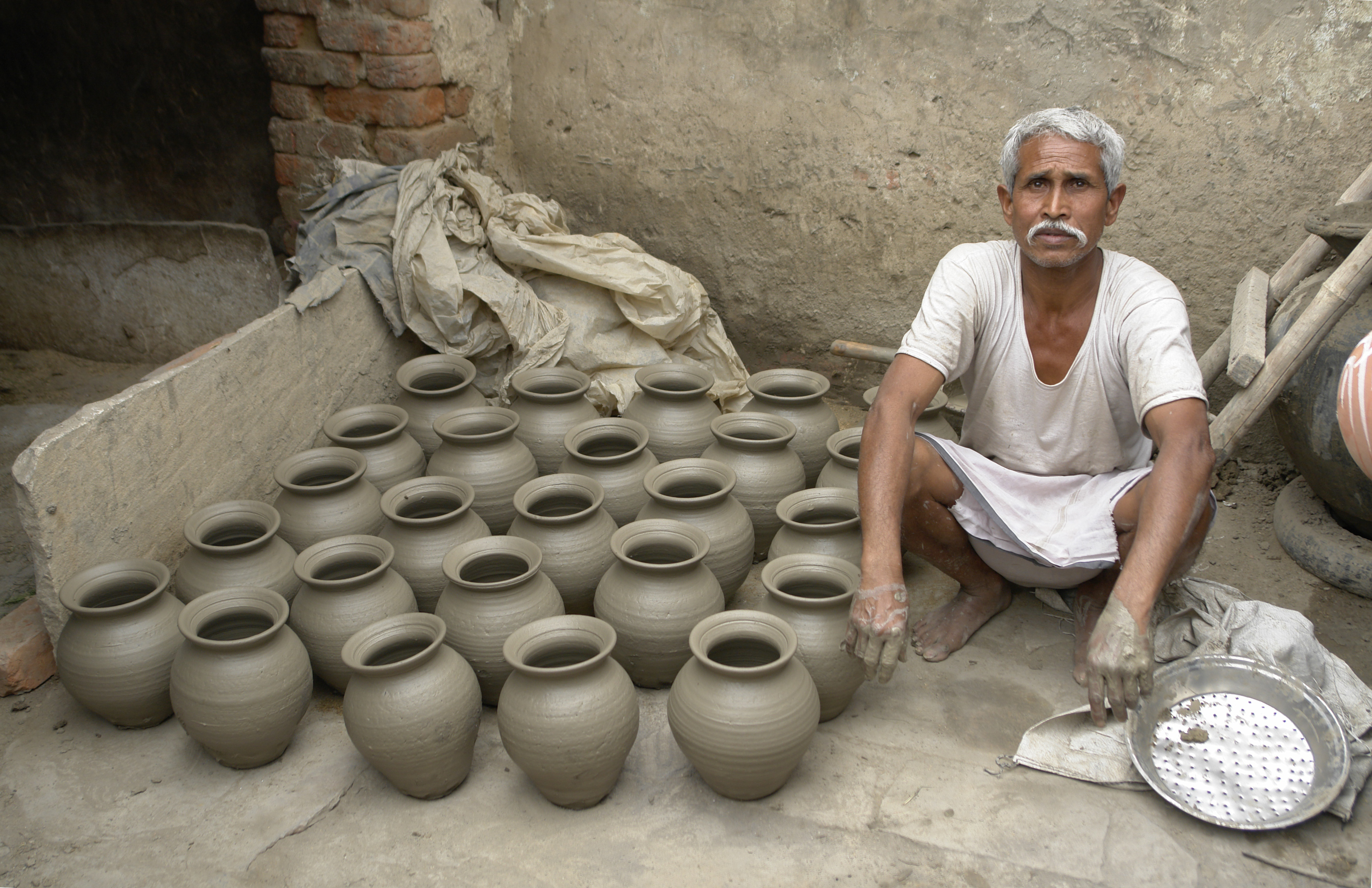
کوزه‌ها روگرفتهم‌اند.

رونوشت‌برداری (به انگلیسی: Copy) یا کریزدن (کاپی، کُپی) به فرایند ایجاد کردن (ایجادیدن) همسان یه متن یا اثر گفته می‌شود. در فرایند کریزدن تنها هم‌ارزی یا برابری ظاهری مهم است؛ نه یکسان‌بودن فرایند ایجاد/ساخت.